# Jackson Porozo
Jackson Porozo (San Lorenzo, 4 augustus 2000) is een Ecuadoraans voetballer die bij voorkeur als verdediger speelt. Hij verruilde Boavista in de zomer van 2022 voor Troyes. Porozo debuteerde in 2019 in het Ecuadoraans voetbalelftal.

## Spelerscarrière
Porozo speelde in Ecuador in de jeugd bij achtereenvolgens LDU Quito, Manta FC, CSD Independiente del Valle en nog eens Manta. Tijdens zijn laatste periode bij Manta maakte hij op 17-jarige leeftijd zijn debuut voor het hoofdteam van de club in de Ecuadoraanse tweede divisie. Op 23 maart 2018 werd bekend dat hij na zijn achttiende verjaardag de overstap naar de jeugdopleiding van het Braziliaanse Santos FC zou maken. Voor die club speelde Porozo nooit in het eerste elftal. Op 1 oktober 2020 tekende hij een contract bij het Portugese Boavista FC. De club betaalde €500.000,- aan Santos. Hij speelde in twee seizoenen 35 wedstrijden voor de club. Porozo werd op 24 juni 2022 gecontracteerd door Troyes AC uit de Franse competitie. Hij tekende voor vijf jaar bij de club.

## Interlandcarrière
Porozo speelde voor verschillende Ecuadoraanse jeugdselecties. Met Ecuador onder 20 werd hij Zuid-Amerikaans kampioen in 2019. Porozo behoorde in maart 2019 voor het eerst tot de Ecuadoraanse selectie, maar maakte nog niet zijn debuut. Dat debuut in het nationale elftal van Ecuador volgde op 10 september 2019 in een vriendschappelijk duel met Bolivia. Porozo behoorde tot de Ecuadoraanse selectie voor het WK 2022.
| Interlands van Jackson Porozo voor Ecuador | Interlands van Jackson Porozo voor Ecuador | Interlands van Jackson Porozo voor Ecuador | Interlands van Jackson Porozo voor Ecuador | Interlands van Jackson Porozo voor Ecuador | Interlands van Jackson Porozo voor Ecuador |
| No.                                        | Datum                                      | Wedstrijd                                  | Uitslag                                    | Competitie                                 | Bijz.                                      |
| Als jeugdspeler van Santos                 | Als jeugdspeler van Santos                 | Als jeugdspeler van Santos                 | Als jeugdspeler van Santos                 | Als jeugdspeler van Santos                 | Als jeugdspeler van Santos                 |
| ------------------------------------------ | ------------------------------------------ | ------------------------------------------ | ------------------------------------------ | ------------------------------------------ | ------------------------------------------ |
| 1                                          | 10 september 2019                          | Ecuador – Bolivia                          | 3 – 0                                      | Vriendschappelijk                          |                                            |
| Als speler van Boavista                    |                                            |                                            |                                            |                                            |                                            |
| 2                                          | 29 maart 2021                              | Ecuador – Bolivia                          | 2 – 1                                      | Vriendschappelijk                          |                                            |
| 3                                          | 11 juni 2022                               | Ecuador – Kaapverdië                       | 1 – 0                                      | Vriendschappelijk                          |                                            |
| Als speler van Troyes                      |                                            |                                            |                                            |                                            |                                            |
| 4                                          | 23 september 2022                          | Saoedi-Arabië – Ecuador                    | 0 – 0                                      | Vriendschappelijk                          |                                            |
| 5                                          | 27 september 2022                          | Japan – Ecuador                            | 0 – 0                                      | Vriendschappelijk                          |                                            |
| 6                                          | 25 november 2022                           | Nederland – Ecuador                        | 1 – 1                                      | WK 2022 – Groepsfase                       |                                            |
| 7                                          | 29 november 2022                           | Ecuador – Senegal                          | 1 – 2                                      | WK 2022 – Groepsfase                       |                                            |

## Erelijst
| Competitie                                     | Aantal | Jaren |
| ---------------------------------------------- | ------ | ----- |
| Ecuador onder 20                               |        |       |
| Zuid-Amerikaans kampioenschap voetbal onder 20 | 1x     | 2019  |